# Kim Smal
Kim Smal (16 april 2003) is een voetbalspeelster uit Nederland. Ze kwam in Nederland uit voor het voormalige VV Alkmaar en AZ. Sinds 2024 komt ze als middenvelder uit voor The Eagles, een universiteitsteam van de Universiteit van Charleston.

## Clubcarrière
Smal begon met voetballen op zevenjarige leeftijd bij Kwiek '78. Ook was ze actief als zaalvoetbalspeelster bij FC Marlene. Op haar veertiende voegde ze zich in de jeugdacademie van VV Alkmaar. Op 20 november 2020 maakte ze haar debuut voor VV Alkmaar in de Vrouwen Eredivisie door in de 70ste minuut in te vallen voor Mila Robichon in een thuiswedstrijd tegen PSV. Ze groeide uit tot een vaste kracht bij de Alkmaarse ploeg totdat de club overging in AZ na het seizoen 2022/23. In het daaropvolgende seizoen maakte Smal nog maar een keer haar opwachting in een competitieduel. Op 2 juli 2024 kondigde ze haar vertrek uit Alkmaar aan. Twee weken later werd bekend dat Smal ging voetballen en studeren aan de Universiteit van Charleston.

## Statistieken
| Seizoen | Club       | Land      | Competitie         | Wedstrijden | Doelpunten |
| ------- | ---------- | --------- | ------------------ | ----------- | ---------- |
| 2020/21 | vv Alkmaar | Nederland | Vrouwen Eredivisie | 6           | 0          |
| 2021/22 | vv Alkmaar | Nederland | Vrouwen Eredivisie | 14          | 0          |
| 2022/23 | vv Alkmaar | Nederland | Vrouwen Eredivisie | 13          | 0          |
| 2023/24 | AZ         | Nederland | Vrouwen Eredivisie | 1           | 0          |
| Totaal  | Totaal     | Totaal    | Totaal             | 33          | 0          |

Laatste update: 11 december 2024